# Dal–Västra Värmlands Järnvägsaktiebolag
Die Dal–Västra Värmlands Järnvägsaktiebolag war eine schwedische Eisenbahngesellschaft. Sie wurde am 2. November 1914 mit dem Zweck gegründet, die Bahnstrecken Mellerud–Arvika und Beted–Skillingsfors zu erbauen. Der Gründung der Gesellschaft waren jahrelange Verhandlungen über die Streckenführung und die Ausführungsweise vorangegangen.

## Vorgeschichte
Im Herbst 1904 wurde eine Untersuchung über den Bau einer Eisenbahn zwischen dem Dalsland-Kanal im Süden des Sees Laxen und Mellerud am Vänern durchgeführt, um die dort angesiedelten Firmen verkehrsmäßig zu erschließen. Ursprünglich plante man eine Schmalspur-Strecke. Bei einem Treffen in Mellerud am 12. Januar 1906 entschied man sich für eine Normalspurstrecke. Diese Entscheidung forderte eine neue Untersuchung, an der sich die Bergslagernas Järnvägar (BJ) mit 1000 Kronen beteiligte. Dennis Insulander wurde mit der Planung beauftragt, die er am 8. Oktober 1906 vorstellte. Für den Bau der Strecke zwischen Mellerud (mit dortigem Anschluss an die BJ) und Billingsfors wurden Kosten in Höhe von 2,2 Mio. Kronen veranschlagt. Die BJ war bereit, sich an der Projektgesellschaft mit 500.000 Kronen zu beteiligen.
Für diesen Abschnitt wurde am 3. November 1906 durch eine Gruppe von Firmenbesitzern der Region und den Vorsitzenden der BJ, August Wijkander, eine Konzession beantragt. Gegen diesen Antrag erhoben die benachbarten Dalslands Järnväg (DJ) und Lelångenbanan (ULB) Einspruch, da sich die neue Strecke negativ auf ihren Einzugsbereich auswirken würde. Nach fünfjähriger Behandlung des Antrages wurde dieser 1911 im Wesentlichen auf Betreiben der ULB abgelehnt. Diese Ablehnung enthielt in der Begründung eine Passage, nach der eine neu zu errichtende Bahn an die Nordvästra stambana bei Åmotfors oder Ottebol anschließen sollte. Deshalb beantragte man am 15. April 1912 erneut eine Lizenz, die Strecke sollte von Mellerud über Årjäng und Koppom nach Arvika führen. Dazu wurden zwei Stichbahnen – von Mosserud nach Töckfors und von Blomskog nach Lennartsfors – mit beantragt.
Insgesamt gab es im Laufe der Jahre mehrere konkurrierende Vorschläge über den möglichen Streckenbau, die alle zur Konzessionsvergabe eingereicht wurden. Dies waren:
- Vorschlag 9. Juni 1906: Bengtsfors–Fölsbyn–Åmotfors (Schmalspur, eingereicht von einer Interessengruppe, unterstützt durch Lelångenbanan).
- Vorschlag 23. April 1910: Åmål–Stömne–Ottebol oder Arvika (Normalspur, Interessengruppen, unter anderem aus Glava, Säffle und Åmål).
- Vorschlag 9. September 1911: Bengtsfors–Fölsbyn–Arvika (Schmalspur, Interessengruppe aus Arvika, die den Endpunkt entgegen früheren Vorschlägen in Arvika anstatt Åmotfors haben wollte).
- Vorschlag 18. Dezember 1911: Åmål–Årjäng–Arvika (Normalspur, Interessengruppen aus Åmål und Sillerud. Dieser Vorschlag führte später zur Åmål–Årjängs Järnväg, ÅmÅJ).
- Vorschlag 15. April 1912: Mellerud–Årjäng–Arvika (Normalspur, oben beschriebene Interessengruppe aus Fabrikbesitzern und der BJ).
- Vorschlag 5. Juni 1912: Bengtsfors–Årjäng–Åmotfors oder Arvika (Schmalspur, Interessengruppe aus beiden  Vorschlägen vom 9. Juni 1906 und 9. September 1911).

Am 11. Oktober 1913 kam schließlich die Stellungnahme zu den verschiedenen Vorschlägen. Es wurde eine normalspurige Strecke von Mellerud über Årjäng nach Arvika mit einem Abzweig nach Töcksfors vorgeschlagen. Zugleich wurde ein Vorschlag für eine Normalspurstrecke Åmål–Årjäng–Arvika befürwortet, jedoch mit der Maßgabe, dass die Strecke nur zwischen Åmål und Arjang gebaut werden darf.
Die endgültige Entscheidung wurde am 22. September 1914 getroffen. Die königliche Behörde Väg– och Vattenbyggnadsstyrelsen (VoV) entschied, dass die Strecke Mellerud–Billingsfors–Årjäng–Arvika mit der Nebenstrecke Järnskog–Skillingsfors gebaut werden dürfe. Mit gleicher Konzession wurde die Strecke Åmål–Årjäng genehmigt.

## Gründung der Gesellschaft
Am 2. November 1914 wurde dann die  Dal–Västra Värmlands Järnvägsaktiebolag (DVVJ) gegründet. Die Konzession wurde an die neu gegründete Gesellschaft übertragen, ihr erster Vorsitzender war der Kaufmann Axel Carlander aus Göteborg. Erster Geschäftsführer wurde Helmer Bernhardt, ebenfalls aus Göteborg. Als Aktienkapital wurden 4,5 Millionen Kronen beschlossen. Bereits bei der Gründungssitzung waren 2,7 Millionen Kronen gezeichnet. Die Satzung wurde am 19. Februar 1915 beschlossen. Größter Aktionär waren die BJ mit 30.000 Aktien und die Stadt Göteborg mit 20.000 Aktien, eine Aktie kostete 50 Kronen. Die Baukosten für die 182,1 km lange Eisenbahnstrecke wurden ohne Fahrzeuge auf 9,183 Mio. Kronen veranschlagt. Mit der BJ wurde ein 30-Jahres-Vertrag über den Betrieb der Strecken mit deren Fahrzeugen abgeschlossen. Gemäß der Konzessionsbedingungen sollte der späteste Baubeginn am 1. Oktober 1916 sein und die endgültige Inbetriebnahme am 1. Oktober 1922 erfolgen.
Unter Theodor Helleberg begann die Planungen im Winter 1914/15 und wurden 1915 abgeschlossen. Dabei stellte sich heraus, dass der Zeitplan nicht gehalten werden konnte. Der neue Baubeginn wurde auf den  1. Januar 1917 festgesetzt, der Bau selbst sollte in zwei Abschnitten durchgeführt werden. Der erste Abschnitt bestand aus der 124,6 km langen Strecke Billingsfors–Arvika mit der 19,1 km Zweigstrecke nach Skillingsfors. Die Finanzierung erfolgte über ein Darlehen in Höhe von 5,622 Millionen Kronen, das am 2. September 1916 aus dem Bibane Fonds genehmigt wurde. Der zweite Abschnitt, die 38,4 km lange Strecke Mellerud–Billingsfors, wurde mit dem Eigenkapital der Gesellschaft sowie mit einem Darlehen von 1,6 Millionen Kronen, für das die BJ bürgte, erbaut. Die Frage der Finanzierung war ein schwieriges Thema, vor allem auf Grund der raschen Inflation und explodierenden Kosten für Material und Löhne.

## Bau und Inbetriebnahme
Das Gesamtprojekt wurde in fünf Baulose aufgeteilt, die Bauarbeiten begannen Ende 1915 in Mellerud. Die Vereinbarungen sahen vor, dass der Bau der Strecken am 1. Oktober 1926 für den Gesamtverkehr abgeschlossen sein würde. In den Krisenjahren nach dem Ersten Weltkrieg wurde alles teurer. Arbeitskonflikte verstärkten die steigenden Kosten und führten zu weiteren Verzögerungen. Bei einer Schätzung im November 1919 erkannte man, dass die Eisenbahn mit schätzungsweise 18,63 Mio. Kronen etwa doppelt so viel kosten würde als nach den Berechnungen aus dem Jahr 1914.
Trotz aller Rückschläge wurde am 13. Dezember 1923 der 13 km lange Abschnitt zwischen Mellerud und Åsensbruk für den vorläufigen Güterverkehr eröffnet. Erst am 1. März 1928 konnte nach einer Bauzeit von 12 Jahren der letzte Abschnitt Bengtsfors Ö–Gilserud–(Arvika) und die Nebenstrecke nach Skillingsfors eröffnet werden.
Die Baukosten blieben mit knapp über 16 Millionen Kronen hinter der Schätzung zurück. Grund dafür war ein Arbeitsprogramm, die sogenannten Nödshjälpsarbeten, für die der Staat die Kosten übernahm. Darüber hinaus wurde keine Parallel-Strecke zur Nordvästra stambanan im Abschnitt Gilserud–Arvika gebaut. Man konnte mit den SJ vereinbaren, deren Streckenabschnitt zu benutzen. Die gegenüber der ersten Planung erhöhten Kosten wurden größtenteils durch weitere Zeichnung von Aktien, staatliche Kredite in Höhe von 2,1 Mio. Kronen und zusätzliche Kredite aus dem Bibane Fonds in Höhe von über drei Millionen Kronen abgedeckt.

## Konkurs
Von Beginn an zeigte es sich, dass es viele Jahre dauern würde, bis die DVVJ Gewinn erwirtschaften würde. Der Geschäftsbericht im April 1936 zeigte dann, dass die Gesellschaft ihre Zahlungen im Zusammenhang mit den Darlehen nicht mehr leisten konnte. Das Unternehmen meldete am 8. Juni 1936 Konkurs an. Vom Dezember 1936 bis zum Mai 1937 kam die DVVJ unter staatliche Verwaltung, den Verkehr während der Zeit führte weiterhin die Bergslagernas Järnvägar (BJ) durch.

## Järnvägsaktiebolaget Dal–Västra Värmland
Am 1. September 1937 kaufte die BJ die bankrotte DVVJ für 3,378 Millionen Kronen und gründete unter der gleichen Bezeichnung DVVJ eine neue Tochtergesellschaft Järnvägsaktiebolaget Dal–Västra Värmland. Im Zusammenhang mit dem Kauf beschaffte die BJ zwei Triebwagen von Nydqvist & Holm in Trollhättan, BJ 52 und 53, für den Einsatz im Personenverkehr auf den Strecken der ehemaligen Dal–Västra Värmlands Järnvägsaktiebolag. In diese neue Gesellschaft wurde auch die Bahnstrecke Åmål–Årjäng eingebracht, die von der Åmål–Årjängs Järnvägsaktiebolag (ÅmÅJ) gebaut wurde. Die ÅmÅJ war bereits 1932 in die Insolvenz gegangen.

## Verstaatlichung
1939 fasste das schwedische Parlament eine grundsätzliche Entscheidung über die Verstaatlichung privater Eisenbahnen. Dazu gehörten nicht nur Gesellschaften mit schwacher Wirtschaftskraft, sondern auch gewinnbringende Unternehmen. 1945 begann die Diskussion über die staatliche Übernahme von Gesellschaften in eine Trafikförvaltningen Göteborg–Dalarne–Gävle (TGDG). Dabei ging es um die Bergslagernas Järnväg (BJ), Lödöse–Lilla Edets Järnväg (LLEJ), Kil–Fryksdalens Järnväg (KFJ), Gävle–Dala Järnvägar (GDJ), Södra Dalarnas Järnväg (SDJ), Åmål–Årjängs Järnväg (ÅmÅJ) und auch die DVVJ. Nach langen Verhandlungen wurde beschlossen, dass alle diese Gesellschaften ab dem 1. Juli 1947 in eine öffentliche Gesellschaft, der TGDG, übernommen werden. Ein Jahr später, am 1. Juli 1948, wurden die TGDG an die SJ übertragen und in deren Organisation integriert.
Formell wurde die Järnvägsaktiebolaget Dal–Västra Värmland am 2. September 1949 aufgelöst.